# Bratská vodní elektrárna
Bratská vodní elektrárna  (rusky Братская ГЭС) je vodní elektrárna na řece Angara v centrální části Sibiře. Byla vybudována jako druhý stupeň angarské kaskády po Irkutské elektrárně. V časovém sledu byla po ní na angarské kaskádě dostavena Usť-Ilimská a Bogučanská elektrárna. Bratská elektrárna je třetí nejvýkonnější vodní elektrárnou v Rusku a v době od zprovoznění druhé soustavy energobloků v roce 1963 do roku 1971 byla nejvýkonnější vodní elektrárnou na světě. V roce 1971 ji překonala Krasnojarská vodní elektrárna na Jeniseji.
Stavba přehrady probíhala v letech 1954 - 1966. Bratská přehradní nádrž se začala napouštět v červnu 1961.  První dodávka do elektrické sítě se uskutečnila v listopadu 1961.

## Všeobecné informace
Stavební celek obsahuje tyto části:
gravitační betonová hráz o délce 1 430 m a výšce 125 m, s přelivovou části o šířce 242 m
levobřežní zemní násep o délce 723 m 
pravobřežní hlinitopísčitý násep o délce 2 987 m 
těleso elektrárny při úpatí hráze o délce 515 m při levém břehu
Na spádu 102 m pracuje 18 Francisových turbín o hltnosti 254 m³/s, které pohání generátory o výkonu 18 x 250 MW. Celkový instalovaný výkon je tak 4 500 MW.
Průměrná roční výroba elektrické energie činí 22,6 miliard kWh. Bratská vodní elektrárna hrála hlavní úlohu v elektrifikaci východní Sibiře a umožnila především vznik a provoz Bratského závodu na výrobu hliníku, který produkuje 30% hliníku v Rusku a odebírá z 75% z veškeré produkce elektrárny. 
Po temeni hráze vede Bajkalsko-amurská magistrála a podél tělesa hráze na úrovni hradel přepadových polí vede ve výši 98 m silniční magistrála "Viljuj".  Zvykem místních  čerstvých novomanželů se stalo upevňování zámků na oplocení této silnice a vhození klíčů do Angary.